# Giambattista Spínola (1646-1719)
Giambattista Spínola (Gênova, 4 de agosto de 1646 - Roma, 19 de março de 1719) foi um cardeal do século XVIII

## Biografia
Nasceu em Gênova em 4 de agosto de 1646. O mais velho dos seis filhos do senador Francesco Maria Spinola e Pompilia Cattaneo. As outras crianças eram Federico, Isabella, Giorgio (bispo de Albenga) e outras duas crianças. Sobrinho dos cardeais Giulio Spínola (1666); e Giambattista Spinola, Sr. (1681). Tio-tataravô do cardeal Ugo Pietro Spinola (1831). Outros cardeais dos vários ramos da família Spinola foram Agostino Spinola (1527); Filippo Spinola (1583); Orazio Spinola (1606); Agustín Spínola (1621); Giandomenico Spinola (1626); Nicola Gaetano Spinola (1715); Giorgio Spinola (1719); Giovanni Battista Spínola (1733); e Girolamo Spinola (1759).
Em 1665 foi com seu tio para a nunciatura na Áustria; o imperador nomeou-o camareiro de honra e cavaleiro da Chave de Ouro. Retornou a Roma e foi relator da SC da Sagrada Consulta e governador de Tivoli, Fano e Ascoli, no pontificado do Papa Clemente X. Preceptor do arqui-hospital de S. Spirito em Sassia, Roma, 28 de fevereiro de 1688. Secretário da SC da Sagrada Consulta, 12 de outubro de 1689. Governador de Roma e vice-camerlengo da Santa Igreja Romana, de 28 de julho de 1691 a 12 de dezembro de 1695. Referendário dos Tribunais da Assinatura Apostólica da Justiça e da Graça.
Criado cardeal-diácono no consistório de 12 de dezembro de 1695 com dispensa de ter um tio no Sacro Colégio dos Cardeais; recebeu o gorro vermelho e a diaconia de S. Cesareo em Palatio, 2 de janeiro de 1696. Concedeu dispensa por ainda não ter recebido as ordens menores, 12 de dezembro de 1695. Concedeu dispensa para receber ordens sagradas fora das Têmporas e sem intervalos de tempo entre elas, 11 de janeiro de 1696. Legado em Bolonha, 25 de fevereiro de 1697. Camerlengo da Santa Igreja Romana, 24 de novembro de 1698 até sua morte. Participou do conclave de 1700, que elegeu o Papa Clemente XI. Optou pela ordem dos presbíteros e sua diaconia foi elevada, pro illa vice, ao título, 25 de janeiro de 1706. Prefeito da SC da Imunidade Eclesiástica, 1714-1716?
Morreu em Roma em 19 de março de 1719, às 14 horas, de podagra, em seu palácio romano. Exposto na basílica de Ss. XII Apostoli, Roma, onde o funeral ocorreu em 22 de março de 1719, e sepultado no túmulo do cardeal Giulio Spinola, na igreja jesuíta de S. Andrea al Quirinale, Roma